# Acraea turlini
Acraea turlini is een vlinder uit de familie van de Nymphalidae. De wetenschappelijke naam van de soort is voor het eerst gepubliceerd in 1979 door Jacques Pierre.
De soort komt voor in Rwanda (Nationaal park Nyungwe Forest).